# Амадор Сити (град, Калифорния)
Амадор Сити (на английски: Amador City) е град в окръг Амадор, щата Калифорния, САЩ. Амадор Сити е с население от 190 жители (по приблизителна оценка за 2017 г.) и обща площ от 0,9 km². Намира се на 280 m надморска височина. ЗИП кодовете му са 95601, а телефонният му код е 209.